# Jazz Pharmaceuticals
Jazz Pharmaceuticals est une entreprise pharmaceutique créée en 2003 en Californie (États-Unis) et dont le siège social est en Irlande.

## Histoire
En mai 2016,  Jazz Pharmaceuticals annonce l'acquisition pour 1,5 milliard de dollars de Celator Pharmaceuticals, spécialisée dans un traitement contre la leucémie.
En février 2021, Jazz Pharmaceuticals annonce l'acquisition pour 7,2 milliards de dollars de GW Pharmaceuticals, spécialisée dans un traitement contre l'épilepsie à base de cannabinoïde.